# Estació de l'Hospitalet de l'Infant
L'Hospitalet de l'Infant és una estació de ferrocarril de la línia Tarragona - Tortosa/Ulldeconai al nord de la població de l'Hospitalet de l'Infant (Baix Camp). Els trens de la línia R16 dels serveis regionals de Rodalies de Catalunya, operats per Renfe Operadora hi paren.
L'estació va entrar en servei el 13 de gener del 2020, amb l'obertura de la variant del corredor del Mediterrani amb un nou traçat entre Vandellòs i Vila-seca. Per contra, es va clausurar la secció per la costa entre Vandellòs i Port Aventura tancant la històrica i centrica estació de 1865. Fet que suposà la perdua dels serveis de rodalia del Camp de Tarragona i la desconnexió amb Montroig del Camp, el centre de Cambrils, Salou i l'enllaç directe amb Port Aventura.

## Serveis ferroviaris
| Procedència/Destinació                     | <                | Línia | >        | Procedència/Destinació      |
| ------------------------------------------ | ---------------- | ----- | -------- | --------------------------- |
| Serveis regionals de Rodalies de Catalunya |                  |       |          |                             |
| Tortosa Vinaròs València-Nord              | L'Ametlla de Mar |       | Cambrils | Barcelona-Estació de França |
| Tortosa                                    | L'Ametlla de Mar | Avant | Cambrils | Barcelona-Sants             |

## Antiga estació (1865-2020)
Aquesta estació de la línia de Tortosa, tram inclòs al Corredor Mediterrani, va entrar en servei el 12 de març de l'any 1865 en acabar-se la línia construïda per la Companyia Ferroviària d'Almansa a València i Tarragona (AVT) entre Tarragona i l'Aldea. El 2015 es va celebrar els 150 anys de l'arribada del ferrocarril.
L'any 2016 va registrar l'entrada de 51.000 passatgers.
El 13 de gener del 2020 es va clausurar l'estació pel desmantellament de la línia entre Vandellòs i Port Aventura.
L'estació clausurada s'hauria de transformar en centre d'acolliment per les vianants de la via verda projectada al tram desafectat.